# Gusztáv udvarias
A Gusztáv udvarias a Gusztáv című rajzfilmsorozat első évadának tizenegyedik epizódja.

## Rövid tartalom
Gusztáv udvarias, de veszélyes helyzetben elveszti a fejét.

## Alkotók
- Rendezte: Temesi Miklós
- Írta: Nepp József, Temesi Miklós
- Zenéjét szerezte: Kovács Béla
- Operatőr: Henrik Irén
- Hangmérnök: Morassi László
- Vágó: Czipauer János
- Háttér: Szálas Gabriella
- Rajzolták: Kaszner Margit, Vörös Gizella, Zsilli Mária
- Színes technika: Boros Magda, Dobrányi Géza
- Gyártásvezető: Bártfai Miklós, László Andor

Készítette a Pannónia Filmstúdió.